# Fabricio Fernández
Fabricio Fernández, vollständiger Name Fabricio Fernández Pertusso, (* 9. April 1993 in Rocha) ist ein uruguayischer Fußballspieler.

## Karriere
Fabricio Fernández erhielt seine fußballerische Ausbildung bei Nacional Montevideo, wo er sämtliche Jugendmannschaften durchlief. Sein Karriereweg führte zum AS Rom. Er konnte sich jedoch im Probetraining nicht erfolgreich im Team behaupten. Es folgte eine halbe Saison beim Zweitligisten Rocha FC. Seinen einzigen Treffer in der Segunda División erzielte er dort in der Clausura 2013 am 4. Mai 2013 bei der 3:6-Auswärtsniederlage gegen den Club Atlético Torque. Insgesamt bestritt er bis Saisonende sieben Zweitligapartien. Sodann spielte er für Palermo im Amateurfußball der OFI und war Mitglied der Departamento-Auswahl von Rocha. Für den 19. Juli 2013 ist die Aufhebung einer Transververeinbarung für einen Wechsel von Palermo aus der Liga Rochense zum Rocha FC beim uruguayischen Amateurverband registriert. Ab 2015 unterschrieb er zunächst für ein halbes Jahr beim belgischen Drittligisten F.C.V. Dender E.H. Der Vertrag beinhaltete eine Verlängerungsoption um ein weiteres Jahr. In der Rückrunde der Spielzeit 2014/15 lief er 14-mal in der 3. Division auf und schoss ein Tor. In der Saison 2015/16 wurde er in 37 Ligaspielen (acht Tore) und zweimal (zwei Tore) im belgischen Pokal eingesetzt. Ende Juli 2016 schloss er sich dem uruguayischen Erstligisten River Plate Montevideo an, für den er in der Saison 2016 sieben Erstligaspiele (kein Tor) absolvierte.